# Andrés Prieto
Andrés Prieto Urrejola (Santiago del Cile, 19 dicembre 1928 – 25 settembre 2022) è stato un calciatore cileno, di ruolo attaccante.

## Carriera
Prese parte con la Nazionale cilena ai Mondiali del 1950 e al Campeonato Sudamericano nel 1947, nel 1949 e nel 1957.

## Palmarès

### Club

#### Competizioni nazionali
- Campionato cileno: 1

Univ. Católica: 1949

### Allenatore

#### Competizioni nazionali
- Campionato cileno: 1

Univ. Católica: 1966
- Campionato argentino: 2

San Lorenzo: 1972 Metropolitano, 1972 Nacional
- Campionato uruguaiano: 1

Defensor Sporting: 1976
- Liguilla Pre-Libertadores de América: 1

Defensor Sporting: 1976
- Campionato boliviano: 1

Bolívar: 1985